# Editorial Céltiga
Céltiga fue una editorial creada por las Irmandades da Fala de Ferrol en 1921 con el objetivo de publicar obras en lengua gallega en prosa, cubriendo así el vacío que se observaba respeto a la relativamente amplia producción poética. Cerró durante la dictadura de Primo de Rivera en 1923.

## Historia
El equipo directivo estaba formado por el fundador y director Jaime Quintanilla, el secretario Fiz Álvarez do Castelo, el administrador Manuel Morgado y el gerente Ramón Villar Ponte.
Contó como colaboradores con los personajes más representativos y más comprometidos del momento en la defensa del gallego como lengua de cultura: Vicente Risco, Castelao, Antón Villar Ponte, Losada Diéguez, Ramón Otero Pedrayo, Valentín Paz Andrade, Eladio Rodríguez González etc.
Las primeras obras publicadas fueron Alén del propio Quintanilla; Trebón de Armando Cotarelo Valledor; Mal de moitos y Trato a cegas de Euxenio Charlón Arias y Manuel Sánchez Hermida. A partir de marzo de 1922 con el subtítulo de "Novela mensual ilustrada" se publicaron 13 títulos, entre ellos Un ollo de vidro. Memorias dun esquelete de Castelao; Saudade de Quintanilla; A i-alma de Mingos de Francisca Herrera Garrido; A Santa Compaña, de Roberto Nóvoa Santos; o Almas mortas de Antón Villar Ponte. Los libros que editaba llevaban portadas dibujadas por artistas de la talla de Castelao, Camilo Díaz Baliño, Imelda Corral o Álvaro Cebreiro. También se publicaron en esta editorial libros de cuentos de Eugenio Montes y de Evaristo Correa Calderón.
La dictadura de Miguel Primo de Rivera acabó con la editorial ordenando su cierre en 1923. En ese momento estaba preparando la publicación de A trabe d'ouro e a trabe d'alquitrán, de Vicente Risco, que finalmente fue editado por Lar, sucesora de Céltiga. En total publicó 16 títulos con una tirada promedio de 3000 ejemplares  .